# Krotoa
Krotoa, ou Eva (née vers 1643 en Afrique du Sud et morte le 29 juillet 1674 au Cap) est une femme khoï, qui a servi comme interprète pour les colons néerlandais lors de la fondation de la colonie du Cap.

## Biographie

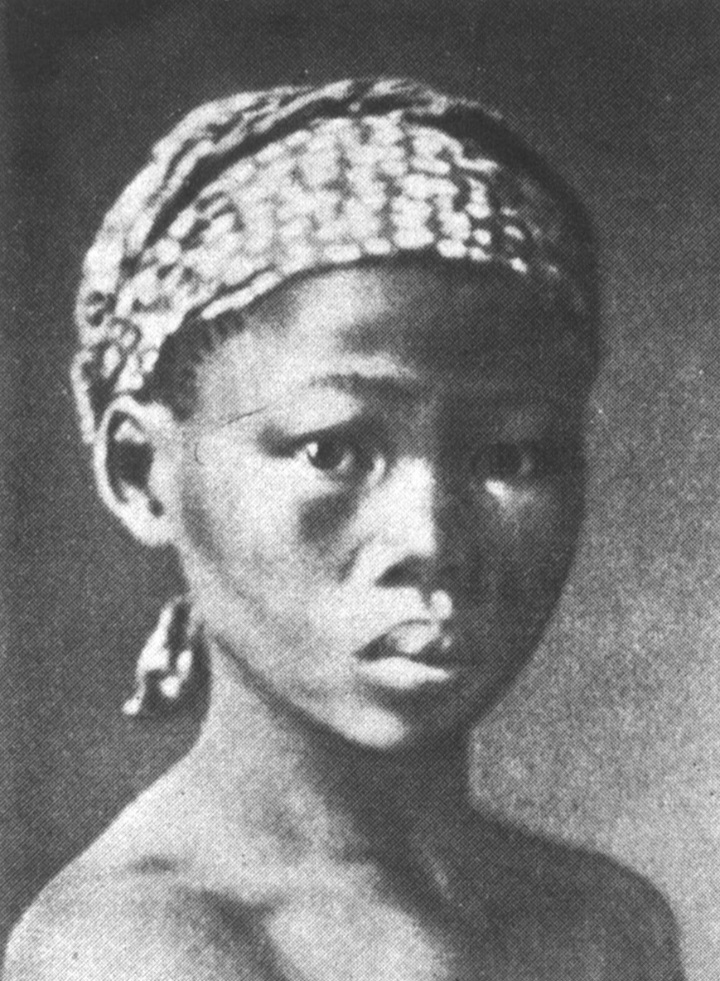
Krotoa

Krotoa est née vers 1643, membre du peuple khoï, et nièce de Autshumao, un leader khoï et un commerçant.
L'arrivée des Néerlandais en avril 1652 et la fondation du Cap n'est pas considérée par le peuple khoï comme un événement négatif. C'est une possibilité supplémentaire d'échanges et de commerce, et éventuellement des alliés potentiels contre des ennemis préexistantes,.
À l'âge de douze ans, elle est amenée à travailler pour Jan van Riebeeck, le premier gouverneur de l'établissement fondé au Cap par la Compagnie néerlandaise des Indes orientales. Adolescente, elle apprend le néerlandais et le portugais et, comme son oncle, travaille comme interprète pour les Néerlandais qui souhaitent échanger des marchandises contre du bétail.
Le 3 mai 1662, elle est baptisée, à l'intérieur du Fort de Goede Hoop. Les témoins sont Roelof de Man et Pieter van der Staël.
Le 26 avril 1664, elle épouse un chirurgien danois du nom de Peter Havgard, que les Néerlandais appellent Pieter van Meerhof. Elle est par la suite connue sous le nom d'Eva van Meerhof. Elle est la première Khoïkhoï à se marier selon les coutumes chrétiennes. La cérémonie se poursuit par une petite fête dans la maison de Zacharias Wagenaer.
En mai 1665, le couple quitte Le Cap et se rend à Robben Island, où van Meerhof a été nommé surintendant. La famille revient brièvement revenu sur le continent, en 1666, après la naissance du troisième enfant de Krotoa, afin de baptiser le bébé.
Van Meerhoff est assassiné à Madagascar, le 27 février 1668 lors d'une expédition.
Au Cap, un nouveau gouverneur est nommé. Contrairement à son prédécesseur, ce nouveau gouverneur a une opinion négative du peuple khoï et considère également qu'un traducteur n'est pas nécessaire,,,,.
Krotoa revient sur le continent, le 30 septembre 1668 avec ses trois enfants. Souffrant d'alcoolisme, elle est contrainte cependant de quitter le Fort de Bonne-Espérance. En février 1669, elle est emprisonnée, puis bannie à Robben Island. L'une des nièces des Van Riebeeck, Elizabeth Van Opdorp, adopte ses enfants. Elle revient sur le continent à plusieurs reprises pour se retrouver, chaque fois, exilée à Robben Island. En mai 1673, il lui est permis de baptiser un enfant sur le continent.
Elle meurt le 29 juillet 1674 au Cap, et est enterrée le 30 septembre 1674, dans l'église du Fort,.

## Descendance
Pieternella et Salamon, deux des plus jeunes enfants de son mariage avec van Meerhof, s'installent à l'île Maurice, en 1677. Pieternella, connue sous le nom de Pieternella Meerhof ou Pieternella van die Kaap, épouse Daniel Zaaijman, un cultivateur de légumes de la Compagnie néerlandaise des Indes orientales, originaire de Vlissingen. Ils ont quatre fils et quatre filles, dont l'une est prénommée Eva, et la famille revient au Cap en 1706. Sa petite-fille, Engela Catharina Zaaijman, épouse Abraham Peltzer, fils d'Abraham Peltzer, un soldat de la Compagnie néerlandaise des Indes orientales originaire de Hambourg, en Allemagne, et d'Elizabeth van den Berg. De cette lignée sont issus plusieurs hommes d'Etat d'Afrique du Sud tels Paul Kruger, Jan Smuts et Frederik de Klerk d'après le généalogiste Keith Meintjies,.

## Postérité et références culturelles
Ce n'est qu'après les années 1920 que son histoire intéresse et est considérée comme faisant partie de l'histoire sud-africaine.
Le roman Eilande de Dan Sleigh, publié en 1938, traduit de l'Afrikaans par André Brink (en néerlandais : Stemmen uit zee), décrit la vie de Krotoa et de sa fille Pieternella.
Son parcours, et notamment le fait qu'elle ait sombré finalement dans l’alcoolisme, voire la débauche selon certains chroniqueurs coloniaux, est utilisé jusqu'au début des années 1980, par les tenants de l'apartheid pour mettre en garde contre tout métissage,.
En 1990, la poète sud-africaine Karen Press écrit un poème intitulé Krotoa’s Story qui tente de décrire la vie de Krotoa, et d'imaginer ses émotions et ses désirs contradictoires. Le poème est basé sur un de ses récits pour les enfants, intitulé Krotoa, et créé dans le cadre d'une initiative éducative impulsé par le Conseil Sud-Africain de l'Enseignement Supérieur visant à informer les écoliers de la colonisation du point de vue des autochtones, les Sud-Africains. En 1995, l'artiste sud-africaine Antoinette Pienaar crée un one-woman-show intitulé Krotoa. Cette œuvre est d'abord réalisée pour le Little Karoo National Arts Festival,. Pour une historienne comme Yvette Abrahams, Krotoa personnifie la maltraitance des femmes noires par les envahisseurs, et ne pouvait imaginer la violence de cette colonisation,.
Dans son essai Malintzin, Pocahontas, and Krotoa: Indigenous Women and Myth Models of the Atlantic World, Pamela Scully, de l'université du Michigan, compare Krotoa à Malintzin et Pocahontas, deux autres femmes de la même période, nées dans différentes régions du monde (Malintzin en Mésoamérique, Pocahontas en colonie de Virginie). Elle fait valoir les similarités des expériences de ces trois femmes confrontée à la colonisation.

## Hommages
Une petite artère au centre-ville du Cap a été baptisée Krotoa place en 2012.
Un bâtiment est nommé Krotoa à l’Universite de Stellenbosch.